# Chamaecrista egleri
Chamaecrista egleri är en ärtväxtart som först beskrevs av Howard Samuel Irwin och Rupert Charles Barneby, och fick sitt nu gällande namn av Howard Samuel Irwin och Rupert Charles Barneby. Chamaecrista egleri ingår i släktet Chamaecrista och familjen ärtväxter. Inga underarter finns listade i Catalogue of Life.